# ژرسون (بازیکن فوتبال، زاده ۱۹۹۷)
ژرسون سانتوس دا سیلوا (پرتغالی: Gerson Santos da Silva؛ زادهٔ ۲۰ مهٔ ۱۹۹۷) که به صورت ساده با نام ژرسون شناخته می‌شود، بازیکن فوتبال اهل برزیل است که در پست هافبک هجومی برای رم در سری آ بازی می‌کند. 

از باشگا ه‌هایی که در آن بازی کرده‌است می‌توان به فلومیننزه، رم و فیورنتینا برزیل اشاره کرد.